# Orica (Honduras)
Orica (uit het Nahuatl: "Bij het huis van de zalfolie") is een gemeente (gemeentecode 0814) in het departement Francisco Morazán in Honduras.
Het dorp bestond in elk geval al vóór 1536. In 1700 werd de grond bij Koninklijk Besluit in ejido's verdeeld.
De hoofdplaats ligt in het Dal van Guarabuqui.

## Bevolking
De bevolking is als volgt verdeeld:
| Vrouwen | 7302 | 50,7% |
| Mannen  | 7096 | 49,3% |

## Dorpen
De gemeente bestaat uit zeven dorpen (aldea), waarvan de grootste qua inwoneraantal: Orica (code 081401) en San Francisco de Orica (081406).